# Антоний Юлиан
Антоний Юлиан (лат. Antonius Iulianus; II век н. э.) — латинский грамматик и ритор, один из учителей Авла Геллия, неоднократно упомянутый в его «Аттических ночах». Юлиан был уроженцем Испании и преподавал риторику в государственной школе, а весь свой досуг посвящал изучению классической словесности. Авл Геллий привёл в своем сочинении мнения учителя по ряду вопросов, в основном касающихся литературы республиканского Рима. 